# Alcestis docilis
Alcestis docilis är en insektsart som först beskrevs av Walker 1858.  Alcestis docilis ingår i släktet Alcestis och familjen Tropiduchidae. Inga underarter finns listade i Catalogue of Life.